# Éder Luís
Éder Luís de Oliveira (Uberaba, 19 de abril de 1985), é um ex-futebolista brasileiro que atuava como atacante. Ídolo do Vasco, fez o gol que deu o título da Copa do Brasil ao clube, em 2011.

## Carreira

### Categorias de Base
Formado nas categorias de base do Comercial, o atacante chegou ao Galo em 2004 para defender a categoria Júnior, pela qual conquistou importantes títulos como os torneios de Oberndorf e Ennepetal, na Alemanha, e a Taça Belo Horizonte de Futebol Júnior. Nas categorias de base do Galo, Éder Luís disputou 83 jogos e marcou 25 gols.

### Atlético Mineiro
No time profissional, sua estreia foi em 20 de agosto de 2005, na vitória por 2 a 1 sobre o Juventude, no Mineirão, pelo Campeonato Brasileiro. No clube, recebeu a alcunha de "Neto do Vento", por conta da velocidade semelhante a de outro ex-jogador atleticano: Euller, "o filho do vento".
Na Série B de 2006, Éder Luís, juntamente com Danilinho, Diego, Lima e Marcinho foi um dos principais jogadores da equipe, e com excelentes atuações ajudou o Galo a conquistar a vaga na elite do Futebol Brasileiro e o titulo da série B.
No Campeonato Mineiro de 2007, Éder novamente fez dupla de ataque com Danilinho. Com muita habilidade e velocidade, a dupla infernizou a vida dos zagueiros, e ajudou o Galo a quebrar um jejum de títulos estaduais, no qual o último tinha sido conquistado em 2000. Éder e Danilinho marcaram gols na goleada do Galo por 4 a 0 sobre o Cruzeiro na grande final, sendo o Neto do Vento, mais uma vez juntamente com Danilinho, Diego, Lima e Marcinho um dos principais responsáveis pelo titulo.
Participou decisivamente da última rodada do Campeonato Brasileiro de 2007, marcando um gol e tendo grande atuação na vitória do Atlético Mineiro sobre o Palmeiras, que terminou com as chances da equipe paulista de ir para a Copa Libertadores da América de 2008, e que consequentemente deu a vaga ao rival do Galo, o Cruzeiro.

### São Paulo
Em fevereiro de 2008, foi emprestado até o fim do mesmo ano, para o São Paulo. Fez sua estreia no clube paulista pela Copa Libertadores da América, em uma partida contra o Atlético Nacional, da Colômbia. Entrando como suplente na maioria dos jogos, conquistou o Campeonato Brasileiro, seu título de maior expressão conquistado até aquele momento.

### Retorno ao Atlético Mineiro
Ao final do empréstimo, retornou ao Atlético para a temporada de 2009. Formando dupla de ataque com Diego Tardelli, Éder Luís foi um dos destaques da equipe no ano, sendo o vice-artilheiro da equipe na boa campanha do Campeonato Brasileiro, na qual o Galo brigava pelo titulo, porém nas rodadas finais o time despencou na classificação e terminou o certame sem o título e nem mesmo a vaga na Libertadores, na 7ª posição. Esse foi o ano onde Éder marcou mais gols ao longo de sua carreira, foram 21 tentos em 56 jogos, uma média impressionante de 0,40 por jogo.

### Benfica
No final do ano, o Atlético Mineiro oficializou a venda de Éder Luís ao Benfica, recebendo 2 milhões de euros (6 milhões de reais) por 50% do passe do jogador. Estreou em 13 de janeiro de 2010 contra o Vitória de Guimarães, mas só marcou seu primeiro gol em 27 de fevereiro na vitória frente ao Leixões por 4 a 0, jogo onde Di María fez um hat-trick. 
Éder Luís ficou apenas 5 meses na equipe lisbonense, atuando em 10 jogos e marcando apenas 1 gol.

### Vasco da Gama
Em junho de 2010, Éder Luís foi emprestado ao Vasco da Gama. Com gols e atuações decisivas foi um dos principais jogadores da equipe na recuperação do time depois da Copa do Mundo de 2010 no Campeonato Brasileiro, tirando o time da zona do rebaixamento e terminando a competição na zona de classificação para a Copa Sul-Americana de 2011. Caindo nas graças da torcida cruzmaltina, o jogador chegou a disputar o Prêmio Craque do Brasileirão.
Em 2011, novamente torna-se um dos principais destaques do Vasco, sendo decisivo na conquista da Copa do Brasil, marcando o gol do título contra o Coritiba. No final do Brasileiro de 2011, Éder sofreu uma grave lesão e ficou 3 meses longe dos gramados.
Voltou só em março de 2012 e fez o segundo gol do Vasco contra o Olaria. No dia 29 de abril de 2012, Éder Luís completou 100 jogos pelo Vasco.
No dia 19 de junho de 2012, o Vasco anunciou a compra definitiva do jogador, junto ao Benfica, com contrato por 4 anos. Em 2 de dezembro de 2012, Éder Luís marcou 2 gols na vitória do Vasco por 2x1 diante do Fluminense, depois de 6 meses sem marcar gols, válida pela última rodada do Brasileiro.
Logo na primeira partida de 2013, Éder marcou um gol contra o Boavista na vitória por 3 a 0 fora de casa. Com as saídas de Felipe, Juninho e Fernando Prass, se tornou ao lado de Dedé e Carlos Alberto um dos pilares do time. Voltou a marcar contra o Audax Rio na sétima rodada do Campeonato Carioca.

### Transferência ao Al-Nasr e grave lesão
Em agosto de 2013, o Vasco da Gama emprestou Éder Luís ao Al-Nasr dos Emirados Árabes por 2 anos, em negociação próxima de 2 milhões de euros - cerca de R$ 6 milhões. Em 2014, Éder sofreu uma grave lesão no menisco do joelho direito que o deixaria de fora dos gramados por cerca de um ano.

### Retorno ao Vasco da Gama
Em abril de 2015, retornou ao Vasco apenas para realizar uma avaliação médica a pedido dos dirigentes. Para o Brasileirão, foi confirmado o retorno do atacante ao Vasco, ao lado das chegadas do lateral Júlio César e do volante Diguinho. Em junho de 2015, renovou seu contrato até 2018. Reestreou com a camisa cruzmaltina contra o São Paulo no dia 8 de julho de 2015, em jogo válido pela 12ª rodada do Campeonato Brasileiro, entrando no segundo tempo, no lugar de Riascos. Mas sua equipe foi derrotada por 4 a 0 pelo tricolor paulista.
Após reavaliação, o departamento médico detectou que a falta de articulação no local desequilibrava a musculatura de Éder rapidamente. Por isso seria preciso ganhar mais massa muscular para conseguir voltar a atuar em alto rendimento, deixando assim de ser relacionado para os jogos do Vasco pelo resto do ano.
Após longo tempo de preparação para voltar aos gramados, a renovação de contrato do jogador, que estava acordada para até 2018, foi suspensa pela diretoria do Vasco. O motivo foi a recuperação do jogador e o retorno em plenas condições que preocupavam a diretoria vascaína. Como Éder se recuperou rapidamente após realizar mais duas cirurgias no menisco, o atacante voltou a ser relacionado em 1 de novembro de 2015, diante do Fluminense. Éder entrou nesse jogo no lugar de Julio dos Santos, quando a sua equipe voltou a perder por 1 a 0, depois de 9 jogos de invencibilidade no Brasileirão e 3 anos sem perder para o Fluminense.
Em 2016, já 100% recuperado na estreia do Campeonato Carioca de 2016, diante do Madureira, deu uma assistência para Riascos no quarto gol da vitória por 4 a 1, em São Januário. Ajudou o Vasco a se sagrar bicampeão carioca de maneira invicta, sendo esse o seu primeiro titulo carioca e seu segundo titulo pelo Vasco (o primeiro foi a Copa do Brasil de 2011).
Voltou a balançar as redes, depois de aproximadamente 2 anos, na partida contra o Náutico, válida pela Série B do Campeonato Brasileiro, partida essa em que o Vasco venceu por 3 a 2. Esse foi o seu primeiro gol desde que retornou ao Vasco.
No dia 10 de setembro de 2016, Éder Luís atingiu a marca de 200 jogos pelo Vasco da Gama, na vitória sobre o Oeste por 3 a 2, válida pela Série B do Campeonato Brasileiro.
Balançou as redes novamente, na partida contra o Santos, partida essa válida pela Copa do Brasil, na qual o Vasco foi derrotado por 3 a 1. O gol fora de casa nos acréscimos deu novas esperanças a equipe cruzmaltina para o jogo de volta, porém após um empate em 2 a 2 no Estádio de São Januário, a equipe vascaína foi eliminada.
Em 18 de janeiro de 2017, Éder voltou a balançar as redes com um lindo chute de fora da área, diante do Corinthians, mas sua equipe acabou goleada por 4 a 1 na Florida Cup.
Em 4 de dezembro de 2017, foi anunciado que Éder Luís não terá seu contrato renovado, assim deixando o clube após 7 anos.

### Red Bull Brasil
Em 29 de dezembro de 2017, após deixar o Vasco, Éder Luís foi anunciado pelo Red Bull Brasil, para a disputa do Paulistão de 2018.

### Ceará
Em 2 de maio de 2018 foi confirmado seu empréstimo até o final do ano ao Ceará.

### São Bento
Em dezembro de 2018, a diretoria do São Bento confirmou a contratação do atacante. No dia 8 de Janeiro de 2019, Éder Luís foi apresentado oficialmente pelo clube.

## Estatísticas
Aparições e gols por clube, temporada e competição
Até 25 de agosto de 2019.
| Clube            | Temporada      | Liga Nacional  | Liga Nacional | Liga Nacional | Liga Estadual e Regional | Liga Estadual e Regional | Copa Nacional[a] | Copa Nacional[a] | Supercopa Nacional | Supercopa Nacional | Competições Internacionais[b] | Competições Internacionais[b] | Outros Torneios[c] | Outros Torneios[c] | Total | Total |
| Clube            | Temporada      | Divisão        | Jogos         | Gols          | Jogos                    | Gols                     | Jogos            | Gols             | Jogos              | Gols               | Jogos                         | Gols                          | Jogos              | Gols               | Jogos | Gols  |
| ---------------- | -------------- | -------------- | ------------- | ------------- | ------------------------ | ------------------------ | ---------------- | ---------------- | ------------------ | ------------------ | ----------------------------- | ----------------------------- | ------------------ | ------------------ | ----- | ----- |
| Atlético Mineiro | 2005           | Série A        | 4             | 0             | 0                        | 0                        | 0                | 0                | —                  | —                  | —                             | —                             | —                  | —                  | 4     | 0     |
| Atlético Mineiro | 2006           | Série B        | 32            | 5             | 10                       | 0                        | 5                | 1                | —                  | —                  | —                             | —                             | 3                  | 2                  | 50    | 8     |
| Atlético Mineiro | 2007           | Série A        | 34            | 10            | 14                       | 4                        | 7                | 2                | —                  | —                  | —                             | —                             | —                  | —                  | 55    | 16    |
| Atlético Mineiro | 2008           | Série A        | 0             | 0             | 4                        | 0                        | 0                | 0                | —                  | —                  | —                             | —                             | 2                  | 0                  | 6     | 0     |
| Atlético Mineiro | Total          | Total          | 70            | 15            | 28                       | 4                        | 12               | 3                | —                  | —                  | —                             | —                             | 5                  | 2                  | 115   | 24    |
| São Paulo        | 2008           | Série A        | 26            | 5             | 0                        | 0                        | —                | —                | —                  | —                  | 9                             | 0                             | —                  | —                  | 35    | 5     |
| São Paulo        | Total          | Total          | 26            | 5             | 0                        | 0                        | —                | —                | —                  | —                  | 9                             | 0                             | —                  | —                  | 35    | 5     |
| Atlético Mineiro | 2009           | Série A        | 35            | 12            | 16                       | 9                        | 5                | 0                | —                  | —                  | —                             | —                             | —                  | —                  | 56    | 21    |
| Atlético Mineiro | Total          | Total          | 35            | 12            | 16                       | 9                        | 5                | 0                | —                  | —                  | —                             | —                             | —                  | —                  | 56    | 21    |
| Benfica          | 2009-10        | 1ª Liga        | 6             | 1             | —                        | —                        | 3                | 0                | —                  | —                  | 1                             | 0                             | —                  | —                  | 10    | 1     |
| Benfica          | Total          | Total          | 6             | 1             | —                        | —                        | 3                | 0                | —                  | —                  | 1                             | 0                             | —                  | —                  | 10    | 1     |
| Vasco da Gama    | 2010           | Série A        | 27            | 9             | 0                        | 0                        | 0                | 0                | —                  | —                  | —                             | —                             | —                  | —                  | 27    | 9     |
| Vasco da Gama    | 2011           | Série A        | 32            | 4             | 17                       | 3                        | 10               | 2                | —                  | —                  | 1                             | 0                             | 1                  | 0                  | 61    | 9     |
| Vasco da Gama    | 2012           | Série A        | 27            | 3             | 8                        | 3                        | —                | —                | —                  | —                  | 7                             | 0                             | 1                  | 1                  | 43    | 7     |
| Vasco da Gama    | 2013           | Série A        | 11            | 0             | 14                       | 2                        | 1                | 0                | —                  | —                  | —                             | —                             | 2                  | 0                  | 28    | 2     |
| Vasco da Gama    | Total          | Total          | 97            | 16            | 39                       | 8                        | 11               | 2                | —                  | —                  | 8                             | 0                             | 4                  | 1                  | 159   | 27    |
| Al-Nasr          | 2013-14        |                | 17            | 5             | —                        | —                        | 2                | 1                | —                  | —                  | —                             | —                             | 3                  | 3                  | 22    | 9     |
| Al-Nasr          | Total          | Total          | 17            | 5             | —                        | —                        | 2                | 1                | —                  | —                  | —                             | —                             | 3                  | 3                  | 22    | 9     |
| Vasco da Gama    | 2015           | Série A        | 5             | 0             | 0                        | 0                        | 0                | 0                | —                  | —                  | —                             | —                             | 2                  | 1                  | 7     | 1     |
| Vasco da Gama    | 2016           | Série B        | 21            | 1             | 12                       | 0                        | 5                | 1                | —                  | —                  | —                             | —                             | 1                  | 0                  | 39    | 3     |
| Vasco da Gama    | 2017           | Série A        | 4             | 0             | 1                        | 0                        | 0                | 0                | —                  | —                  | —                             | —                             | 3                  | 1                  | 8     | 1     |
| Vasco da Gama    | Total          | Total          | 30            | 1             | 13                       | 0                        | 5                | 1                | —                  | —                  | —                             | —                             | 6                  | 2                  | 54    | 5     |
| Red Bull Brasil  | 2018           | SD             | 0             | 0             | 12                       | 3                        | —                | —                | —                  | —                  | —                             | —                             | 3                  | 1                  | 15    | 4     |
| Red Bull Brasil  | Total          | Total          | 0             | 0             | 12                       | 3                        | —                | —                | —                  | —                  | —                             | —                             | 3                  | 1                  | 15    | 4     |
| Ceará            | 2018           | Série A        | 13            | 0             | 0                        | 0                        | 0                | 0                | —                  | —                  | —                             | —                             | —                  | —                  | 13    | 0     |
| Ceará            | Total          | Total          | 13            | 0             | 0                        | 0                        | 0                | 0                | —                  | —                  | —                             | —                             | —                  | —                  | 13    | 0     |
| São Bento        | 2019           | Série B        | 0             | 0             | 8                        | 2                        | —                | —                | —                  | —                  | —                             | —                             | —                  | —                  | 8     | 2     |
| São Bento        | Total          | Total          | 0             | 0             | 8                        | 2                        | —                | —                | —                  | —                  | —                             | —                             | —                  | —                  | 8     | 2     |
| Guarani          | 2019           | Série B        | 13            | 0             | 0                        | 0                        | 0                | 0                | —                  | —                  | —                             | —                             | —                  | —                  | 13    | 0     |
| Guarani          | Total          | Total          | 13            | 0             | 0                        | 0                        | 0                | 0                | —                  | —                  | —                             | —                             | —                  | —                  | 13    | 0     |
| Uberlândia       | 2020           | SD             | —             | —             | 3                        | 0                        | —                | —                | —                  | —                  | —                             | —                             | —                  | —                  | 3     | 0     |
| Uberlândia       | Total          | Total          | —             | —             | 3                        | 0                        | —                | —                | —                  | —                  | —                             | —                             | —                  | —                  | 3     | 0     |
| Carreira Total   | Carreira Total | Carreira Total | 307           | 55            | 119                      | 26                       | 38               | 7                | —                  | —                  | 18                            | 0                             | 21                 | 10                 | 490   | 98    |

- a. ^ Jogos da Copa do Brasil, Taça de Portugal e UAE President Cup
- b. ^ Jogos da Copa Libertadores da América, Copa Sul-Americana e Liga Europa da UEFA
- c. ^ Jogos de Torneios Amistosos, Florida Cup e Copa Paulista de Futebol
- Os Jogos que estiverem em "-" são competições em que o clube não disputou no ano

Gols pelo Vasco
 Expanda a caixa de informações para conferir todos os gols de Éder Luís pelo Vasco da Gama. 
| Nº | Data                    | Cidade              | Oponente         | Gols | Resultado | Estádio             | Competição            |
| -- | ----------------------- | ------------------- | ---------------- | ---- | --------- | ------------------- | --------------------- |
| 1  | 15 de Agosto de 2010    | Presidente Prudente | Grêmio Prudente  | 1-0  | 2-1       | Prudentão           | Campeonato Brasileiro |
| 2  | 22 de Agosto de 2010    | Rio de Janeiro      | Fluminense       | 1-1  | 2-2       | Maracanã            | Campeonato Brasileiro |
| 3  | 9 de Setembro de 2010   | Rio de Janeiro      | Atlético Mineiro | 1-0  | 1-1       | São Januário        | Campeonato Brasileiro |
| 4  | 22 de Setembro de 2010  | Rio de Janeiro      | Botafogo         | 2-0  | 2-2       | Engenhão            | Campeonato Brasileiro |
| 5  | 28 de Setembro de 2010  | Rio de Janeiro      | Santos           | 3-1  | 3-1       | São Januário        | Campeonato Brasileiro |
| 6  | 1º de Outubro de 2010   | Rio de Janeiro      | Goiás            | 1-1  | 3-2       | São Januário        | Campeonato Brasileiro |
| 7  | 9 de Outubro de 2010    | Rio de Janeiro      | Grêmio           | 1-0  | 3-3       | São Januário        | Campeonato Brasileiro |
| 8  | 13 de Outubro de 2010   | Rio de Janeiro      | Corinthians      | 2-0  | 2-0       | São Januário        | Campeonato Brasileiro |
| 9  | 14 de Novembro de 2010  | Rio de Janeiro      | São Paulo        | 1-0  | 1-1       | São Januário        | Campeonato Brasileiro |
| 10 | 23 de Fevereiro de 2011 | Campo Grande        | Comercial - MS   | 5-1  | 6-1       | Morenão             | Copa do Brasil        |
| 11 | 20 de Março de 2011     | Rio de Janeiro      | Botafogo         | 2-0  | 2-0       | Engenhão            | Campeonato Carioca    |
| 12 | 3 de Abril de 2011      | Rio de Janeiro      | Bangu            | 2-0  | 4-0       | São Januário        | Campeonato Carioca    |
| 13 | 23 de Abril de 2011     | Rio de Janeiro      | Olaria           | 1-0  | 1-0       | Engenhão            | Campeonato Carioca    |
| 14 | 8 de Junho de 2011      | Curitiba            | Coritiba         | 2-2  | 2-3       | Couto Pereira       | Copa do Brasil        |
| 15 | 9 de Julho de 2011      | Rio de Janeiro      | Internacional    | 1-0  | 2-0       | São Januário        | Campeonato Brasileiro |
| 16 | 31 de Julho de 2011     | São Paulo           | São Paulo        | 1-0  | 2-0       | Morumbi             | Campeonato Brasileiro |
| 17 | 31 de Agosto de 2011    | Rio de Janeiro      | Ceará            | 2-0  | 3-1       | São Januário        | Campeonato Brasileiro |
| 18 | 17 de Setembro de 2011  | Rio de Janeiro      | Grêmio           | 3-0  | 4-0       | São Januário        | Campeonato Brasileiro |
| 19 | 3 de Março de 2012      | Rio de Janeiro      | Olaria           | 2-0  | 2-0       | Moça Bonita         | Campeonato Carioca    |
| 20 | 28 de Março de 2012     | Rio de Janeiro      | Barcelona - EQU  | 4-1  | 9-1       | São Januário        | Amistoso              |
| 21 | 31 de Março de 2012     | Rio de Janeiro      | Macaé            | 3-1  | 4-1       | Moacyrzão           | Campeonato Carioca    |
| 22 | 22 de Abril de 2012     | Rio de Janeiro      | Flamengo         | 1-1  | 3-2       | Engenhão            | Campeonato Carioca    |
| 23 | 30 de Junho de 2012     | Rio de Janeiro      | Ponte Preta      | 2-2  | 3-2       | São Januário        | Campeonato Brasileiro |
| 24 | 2 de Dezembro de 2012   | Rio de Janeiro      | Fluminense       | 1-0  | 2-1       | Engenhão            | Campeonato Brasileiro |
| 25 | 2 de Dezembro de 2012   | Rio de Janeiro      | Fluminense       | 2-0  | 2-1       | Engenhão            | Campeonato Brasileiro |
| 26 | 19 de Janeiro de 2013   | Volta Redonda       | Boavista         | 2-0  | 3-0       | Raulino de Oliveira | Campeonato Carioca    |
| 27 | 17 de Fevereiro de 2013 | Rio de Janeiro      | Audax Rio        | 1-0  | 2-0       | São Januário        | Campeonato Carioca    |
| 28 | 14 de Junho de 2016     | Rio de Janeiro      | Náutico          | 3-1  | 3-2       | São Januário        | Brasileiro - Série B  |
| 29 | 24 de Agosto de 2016    | Santos              | Santos           | 1-3  | 1-3       | Vila Belmiro        | Copa do Brasil        |
| 30 | 18 de Janeiro de 2017   | Orlando, EUA        | Corinthians      | 1-1  | 1-4       | Spectrum Stadium    | Florida Cup           |

## Títulos
Atlético Mineiro
- Campeonato Brasileiro - Série B 2006
- Campeonato Mineiro 2007

São Paulo
- Campeonato Brasileiro 2008

Benfica
- Taça da Liga 2009–10
- Campeonato Português 2009–10

Vasco da Gama
- Copa do Brasil 2011
- Taça Guanabara 2016
- Campeonato Carioca 2016
- Taça Rio 2017

Uberlândia
- Taça Inconfidência 2020

### Prêmios individuais
- Troféu Guará - Melhor Atacante: 2007
- Troféu Guará - Craque do Ano: 2007
- Troféu Globo Minas - Melhor Atacante: 2007, 2009
- Prêmio Craque do Brasileirão - 3º Melhor Atacante: 2010 e 2011
- Jogador do ano: Melhor jogador do Vasco na temporada 2010.
- Melhor Atacante do Campeonato Carioca: 2011 e 2012